# Mörttjärnen (Gustafs socken, Dalarna)
Mörttjärnen är en sjö i Säters kommun i Dalarna och ingår i Dalälvens huvudavrinningsområde. Sjön har en area på 0,0753 kvadratkilometer och ligger 152,4 meter över havet. Sjön avvattnas av vattendraget Rasjöbäcken.

## Delavrinningsområde
Mörttjärnen ingår i det delavrinningsområde (670081-149433) som SMHI kallar för Utloppet av Rasjön. Medelhöjden är 143 meter över havet och ytan är 3,71 kvadratkilometer. Det finns inga avrinningsområden uppströms utan avrinningsområdet är högsta punkten. Rasjöbäcken som avvattnar avrinningsområdet har biflödesordning 3, vilket innebär att vattnet flödar genom totalt 3 vattendrag innan det når havet efter 184 kilometer. Avrinningsområdet består mestadels av skog (60 procent) och jordbruk (18 procent). Avrinningsområdet har 0,33 kvadratkilometer vattenytor vilket ger det en sjöprocent på 8,9 procent.